# Matanuska-Susitna Borough
Der Matanuska-Susitna Borough (umgangssprachlich: Mat-Su) ist ein Borough (Verwaltungsbezirk) im Bundesstaat Alaska der Vereinigten Staaten von Amerika. Bei der Volkszählung im Jahr 2020 wurden 107.081 Einwohner gezählt. Der Verwaltungssitz (Borough Seat) ist Palmer und die größte Stadt ist Wasilla.

## Geographie
Durch den Borough fließen der Matanuska River und der Susitna River. Die beiden Flüsse fließen in das Cook Inlet, welches die südliche Grenze des Borough darstellt. Im Matanuska-Susitna Borough liegen einige der wenigen landwirtschaftlichen Anbaugebiete Alaskas. Teile des Chugach National Forests und der Nationalparks Denali und Lake Clark liegen im Borough. Drei Hauptverkehrsstraßen Alaskas führen durch den Borough, diese sind der Glenn Highway, der George Parks Highway und der Denali Highway.
Die Gesamtfläche des Boroughs beträgt 65.423 Quadratkilometer, wovon 63.925 Quadratkilometer auf Land und 1.498 Quadratkilometer (2,29 Prozent) auf Wasserflächen entfallen.

## Geschichte
Das Borough wurde im Januar 1964 gebildet. Der Doppelname leitet sich aus dem Russischen ab und bedeutet zum einen „Menschen vom Copper River“ (“matanooska”), während “Susitna” zum anderen die russische Wiedergabe des Dena'ina-Namens für den Sandy River ist.

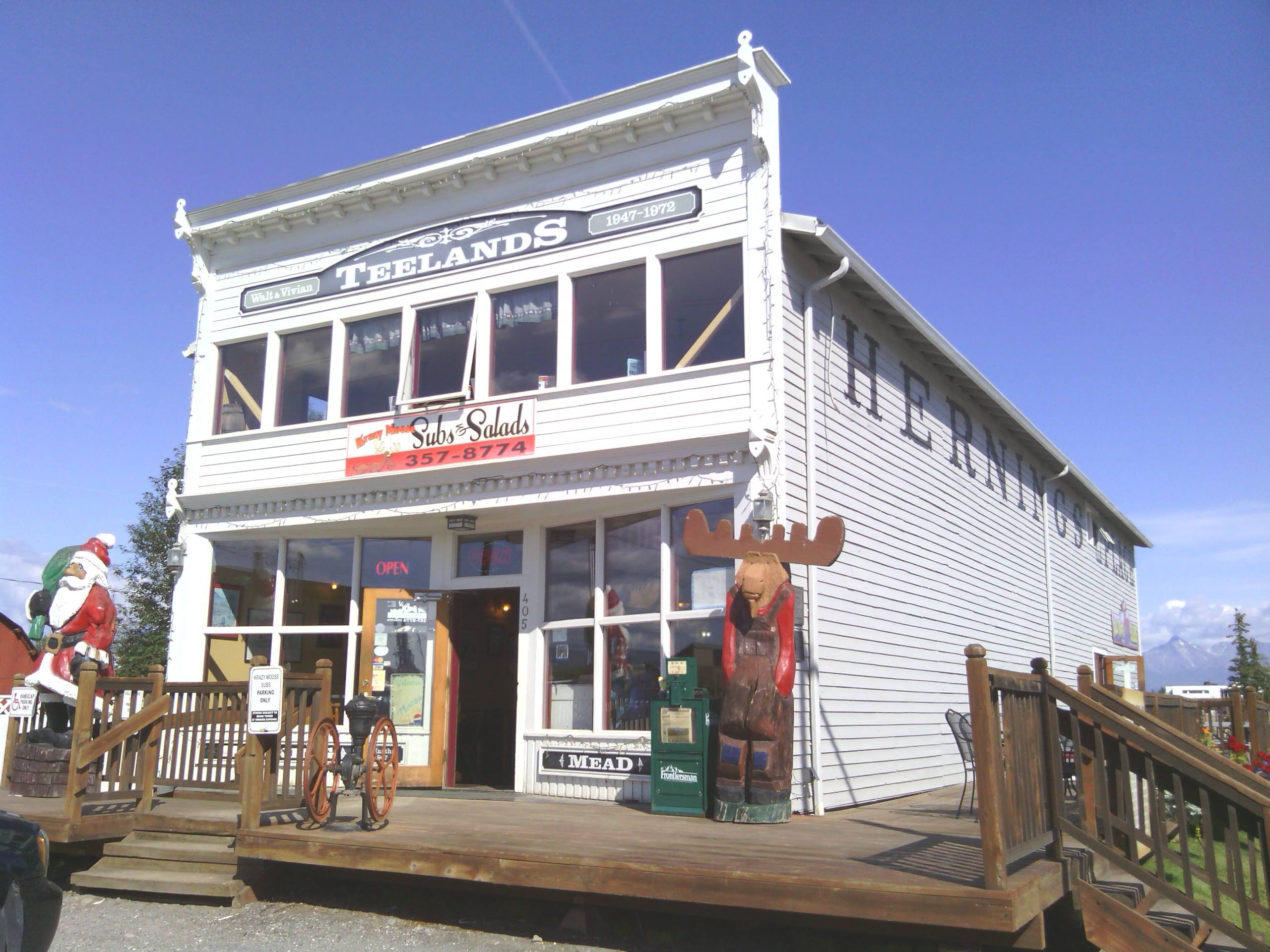
Der Teeland’s Country Store ist seit November 1978 im NRHP eingetragen.

29 Bauwerke und Stätten der Stadt sind im National Register of Historic Places (NRHP) eingetragen (Stand 23. April 2020), darunter das Fairview Inn, der Talkeetna Historic District und der Teeland’s Country Store.

## Demografie
Zum Zeitpunkt der Volkszählung im Jahre 2000 (U.S. Census 2000) hatte der Borough 59.322 Einwohner auf einer Landfläche von 63.925 Quadratkilometern. Das Durchschnittsalter betrug 34,1 Jahre (nationaler Durchschnitt der USA: 35,3 Jahre). Das Pro-Kopf-Einkommen (engl. per capita income) lag bei US-Dollar 21.105 (nationaler Durchschnitt der USA: US-Dollar 21.587). 11,0 Prozent der Einwohner lagen mit ihrem Einkommen unter der Armutsgrenze (nationaler Durchschnitt der USA: 12,4 Prozent).

## Städte und Orte
Im Matanuska-Susitna Borough befinden sich 3 Cities (Gemeinden) sowie 27 Census-designated places (gemeindefreie Gebiete) (Stand 2020).

### Cities
- Houston
- Palmer
- Wasilla

### Census-designated places (CDPs)
- Big Lake
- Buffalo Soapstone
- Butte
- Chase
- Chickaloon
- Eureka Roadhouse
- Farm Loop
- Fishhook
- Gateway
- Glacier View
- Knik River
- Knik-Fairview
- Lake Louise
- Lazy Mountain
- Meadow Lakes
- North Lakes
- Petersville
- Point MacKenzie
- Skwentna
- South Lakes
- Susitna
- Susitna North
- Sutton-Alpine
- Talkeetna
- Tanaina
- Trapper Creek
- Willow